# Sant Miquel de Vilamur
Sant Miquel de Vilamur és una antiga església dels entorns de Vilamur, pertanyent al terme municipal de Soriguera, a la comarca del Pallars Sobirà. Formava part del seu terme primigeni. És a l'est-nord-est de la població.
Depenia de la parroquial de la Mare de Déu de Medina.